# سفر شگفت‌انگیز
سفر شگفت‌انگیز (به انگلیسی: Fantastic Voyage) فیلمی در ژانر اکشن و علمی تخیلی به کارگردانی ریچارد فلایشر محصول ایالات متحدهٔ آمریکاست که در سال ۱۹۶۶ منتشر شد.
این فیلم برندهٔ ۲ جایزهٔ اسکار و نامزد دریافت ۳ جایزهٔ اسکارِ دیگر شد.

## خلاصه داستان

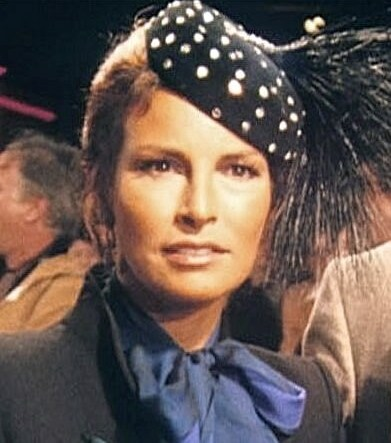
راکل ولش به اولین نمایش فیلم میدلر، گل سرخ، 1979 می رسد.

دکتر «یان بنز» (ژان دل وال)، دانشمندی که راز کوچک کردن سربازان برای مدتی نامعین را می‌داند، توسط «چارلز گرَنت» (بوید)، مأمور سی‌آی‌ای، از زندان فراری داده می‌شود و به ایالت متحده می‌رود. در آمریکا، در بین راه، مهاجمان به خودروِ آن‌ها هجوم می‌برند و به سرِ «بنز» ضربه وارد می‌شود و یک لخته خون در مغزش به‌وجود می‌آید.
«گرَنت» مأموریت می‌یابد تا با کاپیتان خلبان بیل اوونز (ویلیام ردفیلد)، دکتر مایکلز (پلزنس)، دکتر پیتر دووال جراح (کندی)، و دستیارش کورا پیترسن (وِلچ)، برای نجات جان بنز، در داخل یک زیردریایی نیروی دریایی قرار گیرند تا پس از کوچک شدن در ابعادِ میکروسکوپی، از طریق تزریق وارد بدنِ بنز شوند و لخته را از بین ببرند (این زیردریایی، که پروتئوس نامیده شده، در اصل برای تحقیق دربارهٔ چگونگی تخم‌ریزی ماهیان عمق دریاها ساخته شده بود). افرادِ گروه تنها ۶۰ دقیقه فرصت دارند تا عملیات خود را انجام دهند، زیرا پس از این زمان به اندازهٔ طبیعی بازخواهند گشت….

## بازیگران
- استیون بوید
- راکل ولچ
- ادموند اوبرایان
- دونالد پلزنس
- آرتور کندی
- آرتور اوکانل
- جیمز برولین
- ژان دل وال
- ویلیام ردفیلد